# 皮隆峰
71°14′S 164°57′E / 71.233°S 164.950°E
皮隆峰是南極洲的山峰，位於沃克斯山東北面3.7公里，屬於康科德山脈的一部分，海拔高度1,880米，以美國海軍的指揮官命名，現時受南極條約體系管理。